# Ormea
Ormea là một đô thị tại tỉnh Cuneo trong vùng Piedmont của Italia, vị trí cách khoảng 100 km về phía nam của Torino và khoảng 40 km về phía đông nam của Cuneo. Tại thời điểm ngày 31 tháng 12 năm 2004, đô thị này có dân số 1.904 người và diện tích là 124,5 km².
Đô thị Ormea có các frazioni (đơn vị cấp dưới, chủ yếu là các làng) Viozene, Chionea, Ponte di Nava, Bossieta, Prale, Barchi, Eca, Albra, Villaro, Valdarmella, Chiorairavà Quarzina.
Ormea giáp các đô thị: Alto, Armo, Briga Alta, Caprauna, Cosio di Arroscia, Frabosa Soprana, Garessio, Magliano Alpi, Nasino, Pornassio, Roburent và Roccaforte Mondovì.